# Giudaizzante
Nella Chiesa primitiva, un giudaizzante era un cristiano d'origine ebraica che conservava l'osservanza della legge mosaica, della circoncisione, del regime alimentare e delle altre disposizioni della tradizione ebraica, ritenendo tutto ciò necessario per la propria salvezza eterna.
Il termine assunse un significato peggiorativo, specie dopo il III secolo, per descrivere i gruppi giudeo-cristiani, come gli Ebioniti e i Nazirei, che credevano che i successori greci di Gesù avessero bisogno della circoncisione. Era un termine sintetico per descrivere la tradizione orale della conversione di un gentile in un ebreo, al fine di renderlo idoneo ad osservare la legge ebraica. 

I giudaizzanti, considerati eretici dalla chiesa cristiana, vennero perseguitati e uccisi.